# Hidetoki Takahashi
Hidetoki Takahashi (高橋 英辰, Takahashi Hidetoki, Fukushima, 11 april 1916 - Meguro, 5 februari 2000) was een Japans voetballer en voetbaltrainer. Takahashi was bondscoach van het Japans voetbalelftal.

## Spelerscarrière
In 1937 ging Takahashi naar de Waseda-universiteit, waar hij in het schoolteam voetbalde. Takahashi veroverde er in 1938 de Beker van de keizer. Nadat hij in 1941 afstudeerde, ging Takahashi spelen voor Hitachi. Takahashi beëindigde zijn spelersloopbaan in 1958.

## Trainerscarrière
In 1955 startte Takahashi zijn trainerscarrière bij zijn Waseda-universiteit. In 1959 werd hij aangesteld als coach van het Japans voetbalelftal voor het Aziatisch kampioenschap voetbal onder 19 - 1959. In 1960 werd hij aangesteld als coach van het Japans voetbalelftal. Hij gaf leiding aan het Japans elftal, dat deelnam aan de kwalificatie van het WK 1962 en de Aziatische Spelen 1962.
Takahashi overleed op 5 februari 2000 op 83-jarige leeftijd in Tokio. Takahashi werd in 2009 toegelaten tot de Japan Football Hall of Fame.